# Кеймада (фильм)
«Кейма́да» (итал. Queimada) — кинофильм режиссёра Джилло Понтекорво, вышедший на экраны в 1969 году. Лента получила премию «Давид ди Донателло» за лучшую режиссуру.

## Сюжет
Действие происходит в первой половине XIX века. Кеймада — вымышленный остров в Карибском море, являющийся португальской колонией (реальным прототипом является французское владение Гваделупа). Бо́льшая часть его населения — чернокожие рабы, обреченные на непосильный труд на плантациях сахарного тростника и жизнь в нищете. Однажды в гавани Кеймады с корабля сходит агент британского правительства Уильям Уокер (это имя символично, поскольку его носил известный авантюрист того времени). Цель Уокера — организовать революцию и установить более либеральный режим, с которым Англии и английскому бизнесу было бы проще вести дела. Вскоре он находит подходящего кандидата в лидеры восстания рабов и подталкивает того к действиям против португальцев, исподволь создавая народного героя…

## В ролях
- Марлон Брандо — Уильям Уокер
- Эваристо Маркес — Хосе Долорес
- Норман Хилл — Шелтон
- Ренато Сальватори — Тедди Санчес
- Валерия Ферран Ванани — Гуарина
- Джампьеро Альбертини — Генри Томпсон
- Карло Пальмуччи — Джек